# Anguis cephallonica
Anguis cephalonnica là một loài thằn lằn trong họ Anguidae. Loài này được Werner mô tả khoa học đầu tiên năm 1894.